# Abenaki (taal)
Abenaki of Wôbanaki is een taal uit de Algonkische taalfamilie. Het Abenaki werd historisch gezien gesproken in Vermont, New Hampshire en Maine in de Verenigde Staten en Quebec in Canada.
De taal wordt gesproken door de Abenaki-indianen. West-Abenaki is niet te verwarren met Oost-Abenaki, dat ook wel Penobscot wordt genoemd. West-Abenaki heeft nog slechts 5 sprekers, allen oudere volwassenen, waarvan de meesten in het plaatsje Odanak (Quebec, Canada) wonen. De taal is redelijk gedocumenteerd, en er worden pogingen ondernomen de taal te doen opleven. Oost-Abenaki wordt echter niet meer gesproken, de laatste spreker van Oost-Abenaki of Penobscot stierf in de jaren 1990. Oost-Abenaki had veel overeenkomsten met het West-Abenaki, het verschil wellicht te vergelijken met het verschil tussen het Vlaams en het Nederlands.
Enkele voorbeelden uit het West-Abenaki:

`Kizachozijik kwanogazijik aplesak aoak pita minôboo.'

Rijpe peren zijn erg sappig.

`Sôgnawibagw'

Rustig meer

`Sôgnawitegw`

Rustige rivier